# Cerezo de Arriba
Cerezo de Arriba er en by og kommune i det centrale Spanien i provinsen Segovia. Den har et indbyggertal på 134 (2024) indbyggere.